# Marina Hegering
Marina Hegering (ur. 17 kwietnia 1990 w Bocholt) – niemiecka piłkarka, występująca na pozycji obrończyni w niemieckim klubie VfL Wolfsburg oraz w reprezentacji Niemiec. Uczestniczka Igrzysk Olimpijskich 2024 w Paryżu, Mistrzostw Świata 2019 i 2023 oraz Mistrzostw Europy 2022.

## Statystyki

### Klubowe
Na podstawie:
| Klub                | Sezonów | Liga              | Liga  | Liga   | Puchar krajowy | Puchar krajowy | Kontynentalne | Kontynentalne | Suma  | Suma   |
| Klub                | Sezonów | Liga              | Mecze | Bramki | Mecze          | Bramki         | Mecze         | Bramki        | Mecze | Bramki |
| ------------------- | ------- | ----------------- | ----- | ------ | -------------- | -------------- | ------------- | ------------- | ----- | ------ |
| FCR 2001 Duisburg   | 3       | Frauen-Bundesliga | 33    | 4      | 2              | 0              | 13            | 2             | 48    | 6      |
| Bayer 04 Leverkusen | 5       | Frauen-Bundesliga | 49    | 6      | 5              | 1              | –             | –             | 54    | 7      |
| SGS Essen           | 3       | Frauen-Bundesliga | 54    | 5      | 9              | 2              | –             | –             | 63    | 7      |
| Bayern Monachium    | 2       | Frauen-Bundesliga | 24    | 7      | 4              | 1              | 8             | 0             | 36    | 8      |
| VfL Wolfsburg       | 2       | Frauen-Bundesliga | 28    | 7      | 5              | 1              | 8             | 1             | 41    | 9      |
|                     | Łącznie | Łącznie           | 188   | 29     | 25             | 5              | 29            | 3             | 242   | 37     |

### Reprezentacyjne
Na podstawie:
| Mecze i gole w reprezentacji podczas Mistrzostw Świata 2019 | Mecze i gole w reprezentacji podczas Mistrzostw Świata 2019 | Mecze i gole w reprezentacji podczas Mistrzostw Świata 2019 | Mecze i gole w reprezentacji podczas Mistrzostw Świata 2019 | Mecze i gole w reprezentacji podczas Mistrzostw Świata 2019 | Mecze i gole w reprezentacji podczas Mistrzostw Świata 2019 | Mecze i gole w reprezentacji podczas Mistrzostw Świata 2019 | Mecze i gole w reprezentacji podczas Mistrzostw Świata 2019 |
| Lp.                                                         | Data                                                        | Miasto                                                      | Przeciwnik                                                  | Wynik                                                       | Gole                                                        | Inne                                                        | Faza rozgrywek                                              |
| ----------------------------------------------------------- | ----------------------------------------------------------- | ----------------------------------------------------------- | ----------------------------------------------------------- | ----------------------------------------------------------- | ----------------------------------------------------------- | ----------------------------------------------------------- | ----------------------------------------------------------- |
| 1.                                                          | 08.06.2019                                                  | Rennes                                                      | Chiny                                                       | 1:0 (0:0)                                                   |                                                             |                                                             | Faza grupowa                                                |
| 2.                                                          | 12.06.2019                                                  | Valenciennes                                                | Hiszpania                                                   | 0:1 (0:1)                                                   |                                                             |                                                             | Faza grupowa                                                |
| 3.                                                          | 17.06.2019                                                  | Montpellier                                                 | Południowa Afryka                                           | 4:0 (3:0)                                                   |                                                             |                                                             | Faza grupowa                                                |
| 4.                                                          | 22.06.2019                                                  | Grenoble                                                    | Nigeria                                                     | 3:0 (2:0)                                                   |                                                             |                                                             | 1/8 finału                                                  |
| 5.                                                          | 29.06.2019                                                  | Rennes                                                      | Szwecja                                                     | 1:2 (1:1)                                                   |                                                             |                                                             | Ćwierćfinał                                                 |

| Mecze i gole w reprezentacji podczas Mistrzostw Świata 2023 | Mecze i gole w reprezentacji podczas Mistrzostw Świata 2023 | Mecze i gole w reprezentacji podczas Mistrzostw Świata 2023 | Mecze i gole w reprezentacji podczas Mistrzostw Świata 2023 | Mecze i gole w reprezentacji podczas Mistrzostw Świata 2023 | Mecze i gole w reprezentacji podczas Mistrzostw Świata 2023 | Mecze i gole w reprezentacji podczas Mistrzostw Świata 2023 | Mecze i gole w reprezentacji podczas Mistrzostw Świata 2023 |
| Lp.                                                         | Data                                                        | Miasto                                                      | Przeciwnik                                                  | Wynik                                                       | Gole                                                        | Inne                                                        | Faza rozgrywek                                              |
| ----------------------------------------------------------- | ----------------------------------------------------------- | ----------------------------------------------------------- | ----------------------------------------------------------- | ----------------------------------------------------------- | ----------------------------------------------------------- | ----------------------------------------------------------- | ----------------------------------------------------------- |
| 1.                                                          | 03.08.2023                                                  | Brisbane                                                    | Korea Południowa                                            | 1:1 (1:1)                                                   |                                                             | 90'                                                         | Faza grupowa                                                |

## Sukcesy
Na podstawie:

### Klubowe
- Liga Mistrzyń UEFA 2008/09
- Mistrzyni Niemiec 2020/21
- Puchar Niemiec 2008/09, 2009/10, 2022/23, 2023/24

### Reprezentacyjne
- Wicemistrzyni Europy 2022
- Mistrzyni Świata U-20 2010